# Jacques Poirier (poète)
Pour les articles homonymes, voir Poirier (homonymie) et Jacques Poirier (homonymie).
Jacques Poirier, né le 11 août 1959 à Kapuskasing dans le Nord-Est ontarien au Canada, est un poète franco-ontarien.

## Biographie
Jacques Poirier publie quatre recueils de poèmes et un livre d'artiste virtuel (en collaboration avec l'artiste peintre  André Brosseau). Professeur de français à l'Université de Hearst, il s'intéresse au plagiat en tant que technique de création littéraire et à la poésie de Fernando Pessoa. Entre 1989 et 2004, il œuvre au sein des Éditions du Nordir, une maison d'édition franco-ontarienne. 

## Publications
- Parfois, en certains jours de lumière parfaite, L'Interligne, 2006 (finaliste au prix Christine-Dimitriu-van-Saanen).
- Histoire du déluge et de l'amour ordinaire, Le Nordir, 1992.
- Nous ne connaissons la mort que de nom, Le Nordir, 1990.
- Que personne ne bouge!, Le Nordir, 1988.